# Jamill Kelly
Pour les articles homonymes, voir Kelly.
Jamill Kelly est un lutteur américain spécialiste de la lutte libre né le 25 octobre 1977 à Atwater (Californie).

## Biographie
Lors des Jeux olympiques d'été de 2004 se tenant à Athènes, il remporte la médaille d'argent en combattant dans la catégorie des -66 kg.